# 因弗內斯 (密西西比州)
因弗內斯（英語：Inverness）是位於美國密西西比州森弗勞爾縣的城鎮。

## 人口
根據2020年美國人口普查的數據，因弗內斯的面積為3.73平方千米，皆為陸地。當地共有人口868人，而人口密度為每平方千米233人。